# 石煥然
石煥然（？年—1937年10月7日），字成文。山西省絳縣人。他為抗日戰爭期間陣亡的中國軍方高級將領之一。

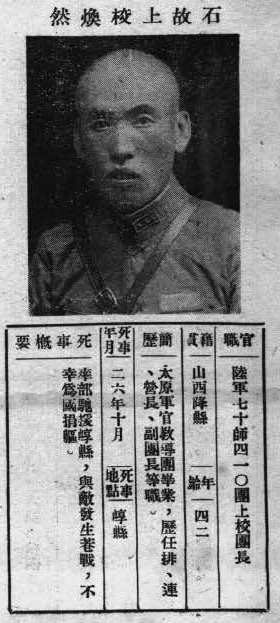
《抗戰軍人忠烈錄》（第一輯）中的石煥然烈士遺像

## 生平[1]
畢業於山西省立第一中學。後入太原軍官學校。畢業後投身軍旅，民國23年任陸軍第七十師步兵第二百零五旅第四百一十團團長。民國24年晉陸軍步兵上校。民國26年10月，率全團趕至崞縣城北東橋村設防。7日，日軍在重炮掩護下發動進攻，崞縣北城牆被轟塌十餘丈。日軍竄入城內，石煥然率部與日軍展開激烈的巷戰。在激戰中壯烈成仁，時年41歲。